# 미나베정
미나베정(일본어: みなべ町)은 일본 와카야마현 히다카군의 정이다. 2004년 10월 1일에 옛 미나베정(南部町)과 미나베가와촌이 합병해 와카야마현에서 제일 최근에 탄생한 정이 되었다.

## 지리
와카야마현의 중간, 히다카군의 남단에 위치하고 있으며 바다와 산으로 둘러싸여 있다. 경승지로는 가시마섬으로 대표되는 다나베-미나베 해안 현립 자연공원의 해안 지형이 있다.

## 역사
- 1889년 4월 1일 - 시정촌제 시행으로 이와시로촌, 미나베촌, 가미미나베촌, 다카기촌, 기요카와촌이 성립하였다.
- 1897년 9월 11일 - 미나베촌이 정으로 승격해 미나베정(南部町)이 되었다.
- 1954년 8월 1일 - 미나베정과 이와시로촌이 합병해 미나베정이 성립하였다.
- 1954년 12월 1일 - 가미미나베촌, 다카기촌, 기요카와촌이 합병해 미나베가와촌이 성립하였다.
- 2004년 10월 1일 - 미나베정과 미나베가와촌이 합병해 미나베정(みなべ町)이 성립하였다.

## 교통

### 철도
- 서일본 여객철도 기세이 본선
  - (← 다나베시) - 미나베역 - 이와시로역 - (히다카군 이나미정 →)

### 도로
- 한와 자동차도
- 국도 42호선
- 국도 424호선